# Регионална лига у рагбију 2011/12.
Регионална лига у рагбију 2011/12. (службени назив: 2011–12 Regional Rugby Championship) је било 5. издање Регионалне лиге у рагбију. Учествовало је 12 рагби клубова из Грчке, Аустрије, Мађарске, Хрватске, Босне и Херцеговине, Србије и Словеније. Такмичење је освојила Нада из Сплита.

## Учесници
- Рагби клуб Дунав Беч  Аустрија
- Рагби клуб Нада Сплит  Хрватска
- ХАРК Младост  Хрватска
- Рагби клуб Загреб  Хрватска
- Рагби клуб Естергом  Мађарска
- Рагби клуб Кечкемет  Мађарска
- Рагби клуб Батаји  Мађарска
- Рагби клуб Победник  Србија
- Рагби клуб Партизан  Србија
- Краљевски Београдски Рагби Клуб  Србија
- Рагби клуб Љубљана  Словенија
- Рагби клуб Бежиград  Словенија
- Рагби клуб Челик  Босна и Херцеговина
- Рагби клуб Рудар  Босна и Херцеговина
- Атина РФК  Грчка

## Групна фаза

### Група А
Батаји - Бежиград 20-0
Партизан - Рудар 8-12
Партизан - Нада 8-42
Рудар - Бежиград 0-20
Бежиград - Партизан 20-0
Нада - Батаји 25-14
Нада - Рудар 88-21
Батаји - Партизан 20-0
Рудар - Батаји 7-24
Бежиград - Нада 0-20

### Група Б
Љубљана - Загреб 18-22
Кечкемет - КБРК 37-31
Загреб - Кечкемет 31-28
Дунав - Љубљана 17-17
Кечкемет - Дунав 10-13
КБРК - Загреб 14-24
Дунав - КБРК 24-12
Љубљана - Кечкемет 32-12
КБРК - Љубљана 0-20
Загреб - Дунав 18-22

### Група Ц
Победник - Младост 24-9
Челик - Атина 20-0
Младост - Челик 5-24
Естергом - Победник 15-14
Челик - Естергом 27-24
Младост - Атина 20-0
Естергом - Атина 20-0
Победник - Челик 41-5
Победник - Атина 20-0
Младост - Естергом 5-40

## Завршница такмичења

### Четвртфинале
Нада - Љубљана 83-0
Победник - Батаји 25-17
Загреб - Челик 36-13
Естергом - Дунав 14-19

### Полуфинале
Нада - Дунав 68-7
Победник - Загреб 25-10

### Финале
Победник - Нада 3-25
| Победник Регионалне лиге у рагбију 2011/2012. |
| --------------------------------------------- |
| Рагби клуб Нада Сплит 5. титула               |

## Најбољи поентери
Урсић 59 поена, Нада
Јурешко 45 поена, Загреб
Навас 41 поен, Дунав
Орловић 30 поена, Победник